# Dragniče
Dragniče (nemško Dragnitz) je naselje v Občini Vernberk v Okraju Beljak-dežela na Koroškem v Avstriji.